# Campionati del mondo juniores di atletica leggera 2004
I Campionati del mondo juniores di atletica leggera 2004 (10ª edizione) si sono svolti a Grosseto, in Italia dal 12 al 18 luglio. Le competizioni si sono tenute allo Stadio Carlo Zecchini.

## Medagliati

### Uomini
| Specialità | Oro                                                                    | Prestazione | Argento                                                             | Prestazione | Bronzo                                                                | Prestazione |
| Corse piane |                                                                        |             |                                                                     |             |                                                                       |             |
| 100 m | Ivory Williams                                                         | 10"29       | Abidemi Omole                                                       | 10"31       | Remaldo Rose                                                          | 10"34       |
| 200 m | Andrew Howe                                                            | 20"28       | Leigh Julius                                                        | 20"88       | Jamil James                                                           | 21"00       |
| 400 m | LaShawn Merritt                                                        | 45"25       | Nagmeldin Ali Abubakr                                               | 45"97       | Obakeng Ngwigwa                                                       | 45"97       |
| 800 m | Majed Saeed Sultan                                                     | 1'47"33     | Alfred Kirwa Yego                                                   | 1'47"39     | Selahattin Çobanoglu                                                  | 1'47"71     |
| 1.500 m | Abdalaati Iguider                                                      | 3'35"53     | Benson Marrianyi Esho                                               | 3'35"80     | Brimin Kipruto                                                        | 3'35"96     |
| 5.000 m | Augustine Choge                                                        | 13'28"93    | Bazu Worku                                                          | 13'30"45    | Tariku Bekele                                                         | 13'30"86    |
| 10.000 m | Boniface Toroitich Kiprop                                              | 28'03"77    | Fabiano Joseph Naasi                                                | 28'04"45    | Ryuji Ono                                                             | 28'30"45    |
| 10.000 m marcia | Andrej Ruzavin                                                         | 40'58"15    | Vladimir Kanajkin                                                   | 40'58"48    | Kim Hyun-sub                                                          | 40'59"24    |
| Corse a ostacoli |                                                                        |             |                                                                     |             |                                                                       |             |
| 110 hs | Aries Merritt                                                          | 13"56       | Dayron Robles                                                       | 13"77       | Kevin Craddock                                                        | 13"77       |
| 400 hs | Kerron Clement                                                         | 48"51       | Brandon Johnson                                                     | 48"62       | Ibrahim Al-Hamaidi                                                    | 48"94       |
| 3.000 siepi | Ronald Kipchumba Rutto                                                 | 8'23"32     | Musa Amer Obaid                                                     | 8'23"38     | Moustafa Ahmed Shebto                                                 | 8'26"04     |
| Salti |                                                                        |             |                                                                     |             |                                                                       |             |
| Salto in alto | Michael Mason                                                          | 2,21 m      | Marius Hanniske                                                     | 2,21 m      | Hu Tong                                                               | 2,21 m      |
| Salto con l'asta | Dmitrij Starodubcev                                                    | 5,50 m      | Germán Chiaraviglio                                                 | 5,45 m      | Liu Feiliang                                                          | 5,40 m      |
| Salto in lungo | Andrew Howe                                                            | 8,11 m      | Godfrey Khotso Mokoena                                              | 8,09 m      | John Thornell                                                         | 7,89 m      |
| Salto triplo | Godfrey Khotso Mokoena                                                 | 16,77 m     | Zhu Shujing                                                         | 16,64 m     | Viktor Kuznjecov                                                      | 16,58 m     |
| Lanci |                                                                        |             |                                                                     |             |                                                                       |             |
| Getto del peso (6 kg) | Georgi Ivanov                                                          | 20,70 m     | Jakub Giża                                                          | 20,05 m     | Aleksander Grekov                                                     | 19,98 m     |
| Lancio del disco (1,75 kg) | Ehsan Hadadi                                                           | 62,14 m     | Oleg Pirog                                                          | 60,28 m     | Luka Rujevic                                                          | 59,82 m     |
| Lancio del giavellotto | Aleksej Tovarnov                                                       | 79,38 m     | Lohan Rautenbach                                                    | 74,42 m     | Júlio César de Oliveira                                               | 73,86 m     |
| Lancio del martello (6 kg) | Andrej Azarenkov                                                       | 74,11 m     | Mohsen El Anany                                                     | 72,98 m     | Kamilius Bethke                                                       | 71,91 m     |
| Prove multiple |                                                                        |             |                                                                     |             |                                                                       |             |
| Decathlon | Andrėj Kraŭčanka                                                       | 8.126 p.    | Aleksej Sysoev                                                      | 8.047 p.    | Norman Müller                                                         | 7.942 p.    |
| Staffette |                                                                        |             |                                                                     |             |                                                                       |             |
| Staffetta 4×100 m | Stati Uniti Trell Kimmons Abidemi Omole Ivory Williams LaShawn Merritt | 38"66       | Giamaica Kawayne Fisher Kevin Stewart Andre Wellington Remaldo Rose | 39"27       | Giappone Naohiro Shinada Hiroyuki Noda Yuichi Shokawa Naoki Tsukahara | 39"43       |
| Staffetta 4×400 m | Stati Uniti Brandon Johnson LaShawn Merritt Jason Craig Kerron Clement | 3'01"09     | Sudafrica Wouter le Roux Chris Gebhardt Leigh Julius L. J. van Zyl  | 3'04"50     | Giappone Kazunori Ota Hiroyuki Noda Teppei Suzuki Yudai Sasaki        | 3'05"33     |
| record mondiale; record mondiale stagionale; miglior prestazione mondiale under 20; miglior prestazione mondiale stagionale under 20; record africano; record asiatico; record europeo; record nord-centroamericano e caraibico; record sudamericano; record oceaniano; record dei campionati; record nazionale; record nazionale under 20; record personale; record personale stagionale. |                                                                        |             |                                                                     |             |                                                                       |             |

### Donne
| Specialità | Oro                                                                            | Prestazione | Argento                                                                          | Prestazione | Bronzo                                                                  | Prestazione |
| Corse piane |                                                                                |             |                                                                                  |             |                                                                         |             |
| 100 m | Ashley Owens                                                                   | 11"13       | Jasmen Baldwin-Foss                                                              | 11"34       | Sally McLellan                                                          | 11"40       |
| 200 m | Shalonda Solomon                                                               | 22"82       | Anneisha McLaughlin                                                              | 23"21       | Nickesha Anderson                                                       | 23"46       |
| 400 m | Natasha Hastings                                                               | 52"04       | Sonita Sutherland                                                                | 52"41       | Ashlee Kidd                                                             | 52"45       |
| 800 m | Natallja Karėjva                                                               | 2'01"47     | Simona Barcău                                                                    | 2'02"23     | Kay-Ann Thompson                                                        | 2'02"67     |
| 1.500 m | Nelja Neporadna                                                                | 4'15"90     | Anna Al'minova                                                                   | 4'16"32     | Siham Hilali                                                            | 4'17"39     |
| 3.000 m | Jebichi Yator                                                                  | 8'59"80     | Safa Aissaoui                                                                    | 9'02"47     | Siham Hilali                                                            | 9'03"16     |
| 5.000 m | Meselech Melkamu                                                               | 15'21"52    | Catherine Chikwakwa                                                              | 15'36"22    | Chiaki Iwamoto                                                          | 15'39"59    |
| 10.000 m marcia | Irina Petrova                                                                  | 45'50"39    | Zhang Nan                                                                        | 45'58"54    | Vera Sokolova                                                           | 46'53"02    |
| Corse a ostacoli |                                                                                |             |                                                                                  |             |                                                                         |             |
| 100 hs | Ronetta Alexander                                                              | 13"28       | Sabrina Altermatt                                                                | 13"39       | Stephanie Lichtl                                                        | 13"40       |
| 400 hs | Ekaterina Kosteckaja                                                           | 55"55       | Zuzana Hejnová                                                                   | 57"44       | Sherene Pinnock                                                         | 57"54       |
| 3.000 siepi | Gladys Kipkemoi                                                                | 9'47"26     | Ancuţa Bobocel                                                                   | 9'49"03     | Cătălina Oprea                                                          | 9'50"04     |
| Salti |                                                                                |             |                                                                                  |             |                                                                         |             |
| Salto in alto | Iryna Kovalenko                                                                | 1,93 m      | Svetlana Školina                                                                 | 1,91 m      | Sharon Day                                                              | 1,91 m      |
| Salto con l'asta | Lisa Ryzih                                                                     | 4,30 m      | Anna Schultze                                                                    | 4,25 m      | Zhao Yingying                                                           | 4,25 m      |
| Salto in lungo | Denisa Ščerbová                                                                | 6,61 m      | Sophie Krauel                                                                    | 6,47 m      | Veronika Šutkova                                                        | 6,22 m      |
| Salto triplo | Anastasiya Taranova                                                            | 13,94 m     | Xie Limei                                                                        | 13,77 m     | Tat'jana Jakovleva                                                      | 13,67 m     |
| Lanci |                                                                                |             |                                                                                  |             |                                                                         |             |
| Getto del peso | Michelle Carter                                                                | 17,55 m     | Anna Avdeeva                                                                     | 17,13 m     | Christina Schwanitz                                                     | 16,52 m     |
| Lancio del disco | Ma Xuejun                                                                      | 57,85 m     | Dar'ja Piščal'nikova                                                             | 57,37 m     | Nadine Müller                                                           | 57,13 m     |
| Lancio del giavellotto | Vivian Zimmer                                                                  | 58,50 m     | Annika Suthe                                                                     | 57,15 m     | Annabel Thomson                                                         | 56,01 m     |
| Lancio del martello | Maryja Smaljačkova                                                             | 66,81 m     | Yang Qiaoyu                                                                      | 61,67 m     | Laura Gibilisco                                                         | 60,95 m     |
| Prove multiple |                                                                                |             |                                                                                  |             |                                                                         |             |
| Eptathlon | Justine Robbeson                                                               | 5.868 p.    | Viktorija Žemaitytė                                                              | 5.810 p.    | Julia Mächtig                                                           | 5.679 p.    |
| Staffette |                                                                                |             |                                                                                  |             |                                                                         |             |
| Staffetta 4×100 m | Stati Uniti Ashley Owens Juanita Broaddus Jasmen Baldwin-Foss Shalonda Solomon | 43"49       | Giamaica Nickesha Anderson Tracy-Ann Rowe Anneisha McLaughlin Schillonie Calvert | 43"63       | Francia Natacha Vouaux Lina Jacques-Sébastien Aurélie Kamga Nelly Banco | 43"68       |
| Staffetta 4×400 m | Stati Uniti Alexandria Anderson Ashlee Kidd Stephanie Smith Natasha Hastings   | 3'27"60     | Russia Viktorija Talko Marija Shapaeva Ol'ga Soldatova Ekaterina Kosteckaja      | 3'30"03     | Giamaica Nyoka Cole Maris Wisdom Sherene Pinnock Sonita Sutherland      | 3'30"37     |
| record mondiale; record mondiale stagionale; miglior prestazione mondiale under 20; miglior prestazione mondiale stagionale under 20; record africano; record asiatico; record europeo; record nord-centroamericano e caraibico; record sudamericano; record oceaniano; record dei campionati; record nazionale; record nazionale under 20; record personale; record personale stagionale. |                                                                                |             |                                                                                  |             |                                                                         |             |

## Medagliere
| Posizione | Paese               | Oro | Argento | Bronzo | Totale |
| --------- | ------------------- | --- | ------- | ------ | ------ |
| 1         | Stati Uniti         | 13  | 3       | 3      | 19     |
| 2         | Russia              | 7   | 8       | 3      | 18     |
| 3         | Kenya               | 4   | 2       | 1      | 7      |
| 4         | Bielorussia         | 3   | 0       | 1      | 4      |
| 5         | Germania            | 2   | 4       | 6      | 12     |
| 6         | Sudafrica           | 2   | 4       | 0      | 6      |
| 7         | Italia              | 2   | 0       | 1      | 3      |
| 7         | Ucraina             | 2   | 0       | 1      | 3      |
| 9         | Cina                | 1   | 4       | 3      | 8      |
| 10        | Etiopia             | 1   | 1       | 1      | 3      |
| 10        | Qatar               | 1   | 1       | 1      | 3      |
| 12        | Rep. Ceca           | 1   | 1       | 0      | 2      |
| 13        | Marocco             | 1   | 0       | 2      | 3      |
| 14        | Bulgaria            | 1   | 0       | 0      | 1      |
| 14        | Canada              | 1   | 0       | 0      | 1      |
| 14        | Iran                | 1   | 0       | 0      | 1      |
| 14        | Uganda              | 1   | 0       | 0      | 1      |
| 18        | Giamaica            | 0   | 4       | 5      | 9      |
| 19        | Romania             | 0   | 2       | 1      | 3      |
| 20        | Argentina           | 0   | 1       | 0      | 1      |
| 20        | Cuba                | 0   | 1       | 0      | 1      |
| 20        | Egitto              | 0   | 1       | 0      | 1      |
| 20        | Lituania            | 0   | 1       | 0      | 1      |
| 20        | Malawi              | 0   | 1       | 0      | 1      |
| 20        | Polonia             | 0   | 1       | 0      | 1      |
| 20        | Sudan               | 0   | 1       | 0      | 1      |
| 20        | Svizzera            | 0   | 1       | 0      | 1      |
| 20        | Tanzania            | 0   | 1       | 0      | 1      |
| 20        | Tunisia             | 0   | 1       | 0      | 1      |
| 30        | Giappone            | 0   | 0       | 4      | 4      |
| 31        | Australia           | 0   | 0       | 3      | 3      |
| 32        | Arabia Saudita      | 0   | 0       | 1      | 1      |
| 32        | Botswana            | 0   | 0       | 1      | 1      |
| 32        | Brasile             | 0   | 0       | 1      | 1      |
| 32        | Corea del Sud       | 0   | 0       | 1      | 1      |
| 32        | Francia             | 0   | 0       | 1      | 1      |
| 32        | Serbia e Montenegro | 0   | 0       | 1      | 1      |
| 32        | Trinidad e Tobago   | 0   | 0       | 1      | 1      |
| 32        | Turchia             | 0   | 0       | 1      | 1      |
| Totale    | Totale              | 44  | 44      | 44     | 132    |